# Deutsche Cosplaymeisterschaft
Die Deutsche Cosplaymeisterschaft (abgekürzt DCM) ist ein jährlich stattfindender bundesweiter Wettbewerb zur Ermittlung der nationalen Cosplay-Meister.
Beim Cosplay geht es darum, eine Manga-, Anime- oder Computerspiel-Figur bei einem Bühnenauftritt durch Kostüm und Verhalten möglichst originalgetreu darzustellen.

## Ziele
Die Ziele der DCM bestehen darin, einen möglichst fairen und transparenten Wettbewerb zu Veranstalten und sieht sich als Repräsentant und Ansprechpartner für Cosplay in Deutschland.
Ziel der Initiatoren ist es, der Szene eine Präsentationsplattform zu bieten und die japanische Popkultur der Öffentlichkeit näher zu bringen. Neben der Prämierung von Deutschlands besten Cosplayern will die DCM Medienkontakte aufbauen, nationale Wertungsstandards entwickeln und das Fairplay zwischen Cosplayern unterstützen.

## Geschichte und Struktur
2007 initiierte die Frankfurter Buchmesse gemeinsam mit dem Verein Animexx die Deutsche Cosplaymeisterschaft. In bundesweiten Vorentscheiden werden seitdem jedes Jahr die besten Cosplayer ermittelt, die im Oktober im Rahmen der Frankfurter Buchmesse das Finale bestreiten.
Bis einschließlich 2009 fand die Deutsche Cosplaymeisterschaft als Einzelmeisterschaft statt.
Seit 2010 wird sie in eine jährlich abwechselnde Einzel- und Paarmeisterschaft abgehalten und die Gewinner werden nicht mehr separat nach dem Geschlecht prämiert.
2016 findet zum 10-jährigen Jubiläum der Meisterschaft eine kombinierte Einzel- und Paarmeisterschaft statt.
2017 startete die DCM nach dem gewohnten Rhythmus in eine Paarmeisterschaft.
2019 wurde das Regelwerk der DCM vollständig neu konzipiert und zeitgemäß angepasst.
2025 hat die Frankfurter Buchmesse sich aus der Trägerschaft der DCM zurückgezogen und das Finale findet zukünftig auf dem Anime Festival Kassel statt.

## Wettbewerbsbedingungen

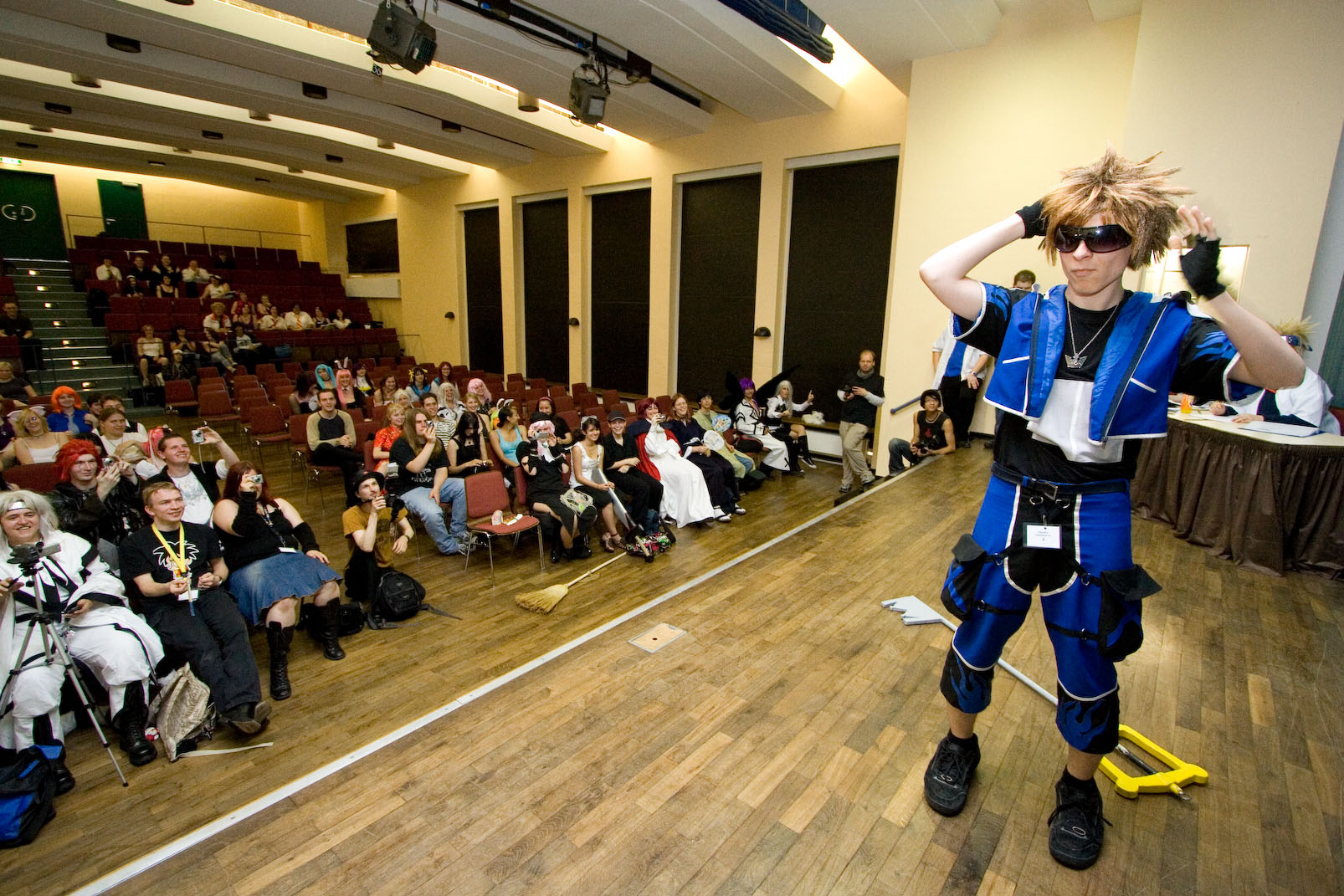
Auftritt eines Cosplayers beim Vorentscheid der 1. Deutschen Cosplay-Meisterschaft in Frankfurt/Main (2007)

### Zulassung
Teilnehmer der DCM müssen mindestens 16 Jahre (mit Erlaubnis der Eltern auch jünger), Mitarbeiter der DCM müssen mindestens 18 Jahre und Jurymitglieder der DCM mindestens 21 Jahre alt sein.

### Bewertung
Die Bewertung der Teilnehmer erfolgt in vier Kategorien:
- Bei der Ähnlichkeit bewertet die Jury, wie groß die Übereinstimmung des Kostüms mit der Vorlage ist (insbesondere in Bezug auf Farbgestaltung, Design und Proportionen der Figur). Die Wertung reicht von 1 Punkt (geringe Ähnlichkeit) bis 6 Punkte (exakte Übereinstimmung).
- Bei der Machart geht es um die handwerkliche Umsetzung des Kostüms (Materialien, Schnitt- und Nähmuster, Verarbeitungstechniken). Die Wertung reicht von 1 Punkt (schlechte Umsetzung) bis 6 Punkte (perfekte, sehr gut durchdachte Umsetzung).
- Auch die Präsentation des Kostüms auf der Bühne wird bewertet. Maßgebliche Kriterien sind hierbei die Darstellung der Charaktereigenschaften der Figur sowie die Schlüssigkeit und der flüssige Ablauf der Präsentation. Die Wertung reicht von 1 Punkt (einfaches Stehen auf der Bühne) bis 6 Punkte (sehr gute Präsentation).
- Bei der Zuschauerreaktion wird die Stärke der Reaktion des Publikums in Form von 6 möglichen Reaktionsstufen bewertet.

### Platzierung
Jedes Jurymitglied addiert zunächst für jeden Teilnehmer die vergebenen Punkte in den Bereichen Ähnlichkeit, Machart und Präsentation und erstellt daraus eine absteigende Ergebnistabelle. Bei Punktegleichständen entscheidet die Zuschauerreaktion; ist auch diese bei den betroffenen Teilnehmern gleich, liegt die endgültige Entscheidung im Ermessen des Jurymitglieds. Der erstplatzierte Teilnehmer der Tabelle erhält 10 Tabellenpunkte, der zweitplatzierte 9 Tabellenpunkte usw., der 10. Platz erhält 1 Tabellenpunkt. Alle übrigen Plätze erhalten 0 Tabellenpunkte.
Für das Endergebnis werden bei jedem Teilnehmer alle Tabellenpunkte aller Jurymitglieder addiert. Es gewinnt der Teilnehmer mit der höchsten Tabellenpunktezahl.

## Wettbewerbsstatistik

### Einzel-Cosplay
| Jahr        | Regionale Vorentscheidungen                                        | Teilnehmer gesamt                    | Finale                                                                                  | Deutscher Cosplay-Meister                                                  | Deutsche Cosplay-Meisterin                                                              |
| ----------- | ------------------------------------------------------------------ | ------------------------------------ | --------------------------------------------------------------------------------------- | -------------------------------------------------------------------------- | --------------------------------------------------------------------------------------- |
| 2007        | 8                                                                  | 88                                   | 14. Oktober 2007 auf der Frankfurter Buchmesse 27 Finalisten (15 weiblich, 12 männlich) | Randy F. A. (Schifferstadt) als Nero Angelo aus Devil May Cry              | Karen H. (Hildesheim) als Princess Ai (Abschlusstournee / Cover 3. Bd.) aus Princess Ai |
| 2008        | 11                                                                 | 128                                  | 19. Oktober 2008 auf der Frankfurter Buchmesse 32 Finalisten (18 weiblich, 14 männlich) | Pierre F. (Leipzig) als Ash aus King of Fighters                           | Laura B. (Köln) als Isshi (in Yume Izuru Chi) aus Kagrra,                               |
| 2009        | 8                                                                  | 106                                  | 18. Oktober 2009 auf der Frankfurter Buchmesse 29 Finalisten (20 weiblich, 9 männlich)  | Andrei S. (Hamburg) als Sasuke aus Naruto Shippūden                        | Daniela B. (München) als Sakura-Hime (Clow Country) aus Tsubasa RESERVoir CHRoNiCLE-    |
| 2011        | 9                                                                  | 114                                  | 16. Oktober 2011 auf der Frankfurter Buchmesse 23 Finalisten                            | Julia G. (Bölsberg) als Drozell Keinz / Drocell Cainz aus Black Butler     | Julia G. (Bölsberg) als Drozell Keinz / Drocell Cainz aus Black Butler                  |
| 2013        | 5                                                                  | 110                                  | 13. Oktober 2013 auf der Frankfurter Buchmesse 26 Finalisten                            | Stephanie W. (München) als Lillet Blan aus GrimGrimoire                    | Stephanie W. (München) als Lillet Blan aus GrimGrimoire                                 |
| 2015        | 6                                                                  | 123                                  | 18. Oktober 2015 auf der Frankfurter Buchmesse 22 Finalisten                            | Nicole M. (Kassel) als Horror Kid aus The Legend of Zelda: Majora’s Mask   | Nicole M. (Kassel) als Horror Kid aus The Legend of Zelda: Majora’s Mask                |
| 2016        | 6                                                                  | 42                                   | 23. Oktober 2016 auf der Frankfurter Buchmesse 10 Finalisten                            | Katharina O. (Frankfurt am Main) als Anna aus Die Eiskönigin – Partyfieber | Katharina O. (Frankfurt am Main) als Anna aus Die Eiskönigin – Partyfieber              |
| 2018        | 6                                                                  | 127                                  | 14. Oktober 2018 auf der Frankfurter Buchmesse 22 Finalisten                            | Anna S. (Mannheim) als Link aus The Legend of Zelda – Breath of the Wild   | Anna S. (Mannheim) als Link aus The Legend of Zelda – Breath of the Wild                |
| 2020 / 2022 | 6 (3 online)                                                       | 56 (davon 18 im Online Vorentscheid) | 23. Oktober 2022 auf der Frankfurter Buchmesse 20 Finalisten                            | Melisa K. (Weddel) als Mirabel aus Encanto                                 | Melisa K. (Weddel) als Mirabel aus Encanto                                              |
| 2024        | 6 (aniMUC, Hanami, Franco Bamberg, Wie.Mai.Kai, AnimagiC, Contaku) | 110                                  | 20. Oktober 2024 auf der Frankfurter Buchmesse 21 Finalisten                            | Katharina D. (Augsburg) als Kristoff aus Frozen 2                          | Katharina D. (Augsburg) als Kristoff aus Frozen 2                                       |

Quelle:

### Paar-Cosplay
| Jahr | Regionale Vorentscheidungen                            | Teilnehmer gesamt | Finale                                                                  | Deutsche Cosplay-Meister (Paar)                                                                                            |
| ---- | ------------------------------------------------------ | ----------------- | ----------------------------------------------------------------------- | --- |
| 2010 | 9                                                      | 130 (65 Paare)    | 10. Oktober 2010 auf der Frankfurter Buchmesse 36 Finalisten (18 Paare) | Christina F. (Pilsting) & Marion E. (Germering) als Beatrice und Maria Ushiromiya aus Umineko no Naku Koro ni              |
| 2012 | 8                                                      | 100 (50 Paare)    | 14. Oktober 2012 auf der Frankfurter Buchmesse 34 Finalisten (17 Paare) | Anita H. (Lauf an der Pegnitz) & Tanja K. (Lauf an der Pegnitz) als Medusa und Palutena aus Kid Icarus                     |
| 2014 | 5                                                      | 122 (61 Paare)    | 12. Oktober 2014 auf der Frankfurter Buchmesse 34 Finalisten (17 Paare) | Dorothea K. (Nürnberg) & Melinda Kafung N. (Erlangen) als Professor Abronsius und Alfred aus Tanz der Vampire              |
| 2016 | 6                                                      | 88 (44 Paare)     | 23. Oktober 2016 auf der Frankfurter Buchmesse 20 Finalisten (10 Paare) | Christina Eva Maria M. (Nürnberg) und Sarah G. (Schwaig) als Nunnally vi Britannia und Lelouch vi Britannia aus Code Geass |
| 2017 | 6                                                      | 132 (66 Paare)    | 15. Oktober 2017 auf der Frankfurter Buchmesse 36 Finalisten (18 Paare) | Miriam S. und Linda C. als Sarah und Graf von Krolock aus Tanz der Vampire                                                 |
| 2019 | 5                                                      | 100 (50 Paare)    | 20. Oktober 2019 auf der Frankfurter Buchmesse 34 Finalisten (17 Paare) | Maria D. (München) und Sharina K. (München) als Little Sister und Little Sister aus Bioshock 2                             |
| 2023 | 5 (aniMUC, Franco Bamberg, CosDay², AnimagiC, Contaku) | 102 (51 Paare)    | 22. Oktober 2023 auf der Frankfurter Buchmesse 30 Finalisten (15 Paare) | Nicole (Berlin) und Lydia (Berlin) als Venti und Diluc aus Genshin Impact                                                  |

Quelle: